# El Rio, Kalifornien
El Rio är en ort (CDP) i Ventura County, i delstaten Kalifornien, USA. Enligt United States Census Bureau har orten en folkmängd på 7 198 invånare (2010) och en landarea på 5,2 km².